# Jestem (utwór muzyczny Magdaleny Tul)
Jestem – autorski utwór Magdaleny Tul, wydany cyfrowo 30 grudnia 2010 i w 2011 w formie singla, umieszczony na drugim albumie piosenkarki pt. Brave.
Oficjalny teledysk do piosenki został opublikowany 3 lutego 2011 na kanale Magdaleny Tul w serwisie YouTube.
14 lutego 2011 piosenka wygrała Krajowe Eliminacje do Konkursu Piosenki Eurowizji 2011 z liczbą 44,47% głosów, dzięki czemu reprezentowała Polskę w 56. Konkursie Piosenki Eurowizji. W celach promocyjnych powstały dwie dodatkowe wersje utworu: „First Class Ticket to Heaven” i „Present”. 12 maja utwór został wykonany w pierwszym półfinale konkursu, zajął ostatnie, 19. miejsce. Po konkursie utwór otrzymał nieoficjalną Nagrodę im. Kate Ryan dla utworu, który powinien znaleźć się w finale, ale nie został doceniony w konkursie.

## Lista utworów
- CD single[16]

1. „Jestem” – 3:03
2. „Present” (English Version) – 3:03